# 九年級 (台灣用語)
九年級或九年級生，在台灣是對出生於民國90年至99年（2001年至2010年）世代的一種稱呼，卓越傳媒營運長葉倩如，曾撰文為科技名人吳德威闡釋表述，現在九年級生陸續運用科技等相關網路工具出社會。 （页面存档备份，存于）
九年級生相當於美國的z世代後半期年齡層
受到中國大陸的流行文化及社交媒體影響，包含小紅書、抖音等。
被塑膠是台灣九年級生發明的流行用語。

## 腳註
1. ↑  . DW.COM. 德國之聲.   [2022-09-10]. （原始内容存档于2022-12-14） （中文（中国大陆））.
2. ↑  . www.setn.com. 三立新聞網. 2021-01-14  [2022-09-10]. （原始内容存档于2022-09-11） （中文（臺灣））.

4.【卓越獨家】龍之子吳德威：「台灣九年級」紛「出龍」！施明德的離世，反思真正的利他思維 （页面存档备份，存于）！ （页面存档备份，存于）